# Професионална гимназия по техника и мениджмънт „Христо Ботев“
Професионална гимназия по техника и мениджмънт „Христо Ботев“ е училище в Ботевград.

## История
На 27 август 1962 г. Политехническа гимназия „Асен Златаров“ – Ботевград, се трансформира в Техникум по механотехника. От 10 декември 1962 г. училището е преобразувано в Техникум по механоелектротехника. Няколко години след това, през 1968 г., училището добива правото да има за свой патрон поета и революционер Христо Ботев. По този повод бюст-паметникът на Христо Ботев, намиращ се тогава в края на града, е преместен в двора на техникума. Той е изграден през 1939 г. със собствени средства от Карло Йосифов. През 2001 г. бюстът на Христо Ботев изчезва от двора на училището и внукът на Карло Йосифов – Бранимир Йосифов, който е управител на фирма „Екотанк инженеринг“ ООД, София, изцяло със собствени средства възстановява паметника.
Откриването на техникума е на 15 септември 1962 г. То има за цел да обучава кадри за нуждите на трите основни завода в Ботевград – завода за полупроводникови прибори, завода за автобуси и завода за резервни части. По това време в училището има 348 ученици, 14 учители и 6 служители.
Първият директор на училището е Марин Стоянов – учител по математика в местната гимназия. Учебните занятия се провеждат в сградата на настоящата Природоматематическа гимназия, а практиката се води в учебните работилници на Професионалното техническо училище в Ботевград. През първата учебна година 1962 – 1963 учениците се обучават по следните специалности: Технология на машиностроенето – топла обработка; Технология на машиностроенето – студена обработка; Автомобили и трактори; Слаботокова техника; Електроенергетика и електрообзавеждане на промишлени предприятия. Освен петте паралелки дневно обучение в техникума се обучават ученици в още 3 паралелки вечерно и 2 паралелки задочно.
Паралелно със започването на учебната година е определено и мястото за новата сграда на училището – до тогавашния животински пазар. На директора Марин Стоянов е възложена задачата за проектиране на сградата със съответните работилници. Проектът е изготвен с участието на широк кръг специалисти от заводите, особено в частта на практическото обучение. На 29 януари 1964 г. е направена първата копка на новата сграда. С доброволния труд на учители и ученици в помощ на строителите учебният корпус е завършен през 1967 г. и тържествено открит на 6 октомври същата година. През 1972 и 1973 г. е построена и сградата на общежитието към техникума. Сред най-изявените артисти по това време на любителският театър в Ботевград са учителят Веселин Насев, преподавател по електроника и радиотехника от училището, Петър Николаев и Георги Геров учител в Професионална гимназия „Стамен Панчев“.
Новата сграда на училището е открита на 6 октомври 1967 г. През следващите учебни години учителският колектив се разширява с още млади учители по учебна практика. Те с ентусиазъм започват упорита работа за обзавеждане на учебните работилници. Местните заводи са в помощ и доставят бракувани двигатели, машини и друго оборудване. С помощта на спечелени проекти и участието на частни дарители техниката се обновява, обогатява и осъвременява, така че да отговаря на високите изисквания на съвременните ученици.
След пенсионирането на Марин Стоянов през 1972 г. за директор на ТМЕ „Христо Ботев“ е назначен инж. Иван Пацов. Много и разностранни са дейностите, които се развиват в училището през тези години.
Постоянно действащи са: духов оркестър с ръководител Николай Петриков; театрален състав с ръководител Веселин Насев; танцов състав; движение „Опознай родината, за да я обикнеш“ с ръководител Мария Ценева; фотоателие с ръководител Антон Василев; туристическо дружество с ръководители Радка Накова и Радко Джамбазов, редовно участващо в националните походи в чест на Христо Ботев от Козлодуй до Околчица; клуб по радиотелеграфия; естраден състав с ръководител Велко Гетов; картинг с ръководител Иван Йошев; клуб „Млад конструктор“ с ръководител Румен Цветков.
През 1982 г. официално се честват 20 години от откриването на ТМЕ. Особено внимание се обръща на спортните успехи на училището, като се провеждат специални срещи с изявени спортисти, бивши ученици на техникума – Весела Яцинска, лека атлетика; борците шампиони Петър Балов и Стоян Балов и редица други.
През 1987 г. се отбелязват 25 години от откриването на училището. Този път по-специално внимание се обръща на освежаването на материалната база в чест на празника.
Традиционно се провеждат срещи с изявени бивши ученици на техникума в областта на науката и техниката, изложби с експонати, изработени от учениците. Наградени са учители и ученици за успешна работа в учението и спорта.
По различни поводи се провеждат много срещи с изявени личности: Митка Гръбчева, Светозар Златаров (син на Асен Златаров), Венета Ботева, проф. Атанас Райнов, Георги Парцалев, Боян Болгар, с ветерани от Втората световна война.
За да се изпълнят по-пълно целите на професионалното образование, училището работи в много тясна връзка с предприятията в града. Това сътрудничество се изразява в участието на учителите в научни семинари по актуални въпроси на икономиката, организирани от предприятията, приемане на ученици в предприятията за провеждане на часовете по учебна практика, помощ от страна на предприятията за подобряването на материалната база на техникума.
Резултат на постигнатите успехи на колектива на техникума са множеството награди и отличия, получени през годините. Най-важни и значими са: орден „Св. св. Кирил и Методий“ II степен, национален първенец за повишаване квалификацията и педагогическото майсторство на учителите, национален първенец за висок принос по
внедряването на челен опит и много други.
При пенсионирането на инж. Иван Пацов през 1998 г., след издържан конкурс в Министерството на образованието и науката, за директор на ТМЕ „Христо Ботев“ е
назначен инж. Добрин Христов.
В съответствие на настъпилите промени в икономическия живот на България, по предложение на Мата Георгиева – учител по икономика в техникума, обсъдено с ръководството на училището, се взема решение от педагогическия съвет за въвеждане на ново направление в обучението на учениците – икономическо. Така през 2001 г. се реализира прием по специалността „Организатор на среден и дребен бизнес“. С помощ на главен специалист Антоанета Войкова са осигурени необходимите програми и литература по специалността. Съхранени са и част от традиционните специалности, защото те дават възможност на завършилите ги ученици да се реализират в действащи фирми, както и да организират и управляват собствен бизнес.
През 2003 г. със Заповед на министъра на образованието и науката техникумът отново е преименуван – в Професионална гимназия по техника и мениджмънт „Христо Ботев“.
В училището се провежда обучение по специалностите: автотранспортна техника, стопански мениджмънт, газова техника, машини и съоръжения за шивашката промишленост, машини и съоръжения за очистване на въздуха, техник организатор в машиностроенето, компютърна техника и технологии, икономическа информатика, посредник на трудовата борса и технология на полимерите.
Постоянно действащи са ученически духов оркестър и танцов състав с ръководител инж. чНина Пектова. В работата си по различни проекти учителите работят с учениците в следните клубове по интереси и по обучителни затруднения: „Автотранспортна техника“, „Моят град през годините“, „Приложна електроника“, „Училищен вестник“, „Мотоспортът е магия“, „Български език и литература“, „Математика“, „Информационни технологии“, „Биология и здравно образование“, „Спортни занимания – баскетбол“, „Спортни занимания – тенис на маса“, „Предприемачество“, „Традиции и ценности“, „Млад електроник“ и „Туризъм и здраве“, който редовно участва в националните походи „По пътя на Ботевата чета – Козлодуй – Околчица“ – участие във Възпоменателен митинг – заря в Козлодуй с техните ръководители инж. Галина Тодорова, Мая Върбанова, Ивалин Димитров, Евгения Банкова, Константин Иванов, Рени Нинова, Цветелина Ветова, Анелия Клечкова, инж. Галина Янева, Василка Ламбашка, Ани Иванова, Мими Михайлова, Петя Михайлова, Галина Димитрова, инж. Антоането Йотова, инж. Димитър Иванов и Петя Петрова.
Училището разполага с 25 класни стаи, 8 кабинета за практическото обучение по всички специалности, кабинет с 30 таблета и 6 компютърни зали, оборудвани с най-съвременни компютърни системи, с непрекъснат достъп до интернет и с използване на Google Apps for Education; физкултурен салон, фитнес и тенис зали, здравен кабинет, библиотека с над 17 000 тома художествена и техническа литература.
Издава се и училищен вестник под ръководството на Анелия Клечкова, Диана Къндева, и Евгения Банкова, в който се отразява училищния живот, информира и забавлява младите хора.
През 2008 г. по официални данни от Регистъра на издадените дипломи за средно образование на МОМН, свързан с НОИ, ПГТМ „Христо Ботев“ е на второ място сред професионалните гимназии в България по успешна реализация на завършилите ученици на пазара на труда.
Училището има сключени договори за сътрудничество с фирмите „Окто-7“, „Интегрейтид Микро-електроникс България“, „Автосервиз Ботевград“, „Атлантис-Нет“, „Ата компютърс“ ЕООД и частните сервизи „ПАН-Сервиз“ и „Г.Гергов“.
Учениците участват в състезания по борба, футбол, акробатика, таекуон-до, шахмат, тенис на маса, бокс. Юношеският отбор по баскетбол е шампион на България. Постигнат е най-големият успех в историята на училището – IV място на Световните ученически игри по баскетбол от Турция през 2009 г. На Световното ученическо първенство по баскетбол, което се проведе от 18 до 25 април 2015 г. във Франция – Лимож, също имат достойно представяне. Преподавателите по физическо възпитание и спорт Мими Михайлова и Петя Михайлова организират и провеждат традиционно вече за 17-а поредна година Коледен турнир по канадска борба, както и турнири по баскетбол и тенис на маса за учениците.
Румен Димитров Руменов, специалност „Компютърна техника и технологии“ печели златен медал по бокс в категория до 50 kg, който му дава право да продължи участието си в Националния отбор по бокс за ученици на Европейския шампионат. С победи в бокса са и Найден Николаев Рачев, специалност „Автотранспортна техника“, на Лили Захариева и Поалина Георгиева.